# Arturo Riccardi
Arturo Riccardi (Pavia, 30 oktober 1878 - Rome, 20 december 1966) was een Italiaanse admiraal (Ammiraglio d'Armata) in de Regia Marina tijdens de Tweede Wereldoorlog. Hij stond bekend als specialist op het gebied van de luchtoorlog.

## Levensloop
Arturo Riccardi was zoon van Adolph Riccardi en Ifigenia Rasini Di Mortigliengo en werd geboren in Pavia (volgens sommige bronnen Saluzzo). Riccardi studeerde aan de marine-academie in Livorno en begon een carrière in de marine. In 1904 onderscheidde hij zich tijdens een reddingsoperatie na een brand aan boord van de kruiser Marco Polo, waarvoor hij onderscheiden werd. Hij vocht in de Fanteria Real Marina (marinekorps) tijdens de Bokseropstand in 1900-1901. Riccardi nam ook deel aan de Verre Oosten-veldtocht van 1905 en de Eerste Wereldoorlog. Hiervoor ontving hij met diverse onderscheidingen, waaronder de Bronzen medaille voor Dapperheid, de Chinamedaille, de Overwinningsmedaille en het Oorlogskruis. Hij diende van 1910 tot 1914 als adjudant van de Hertog van Genua.

### Interbellum
Riccardi was kabinetschef van 6 februari tot 13 mei 1925 en leidde het kabinet voor de minister van marine. Riccardi werd op 8 september 1932 bevorderd tot Ammiraglio di Divisione (Schout-bij-nacht). Hij was commandant van het Corpo Reali Equipaggi Marittimi (CREM) van 1932 tot 1934. In 1934 trad hij toe tot de Partito Nazionale Fascista (PNF) en werd bevorderd tot Ammiraglio di Squadra (viceadmiraal) op 27 december 1935.
Hij bekleedde verschillende functies, waaronder de functie van directeur-generaal van personeelszaken en militaire diensten, in het Ministerie van de Marine.

### Tweede Wereldoorlog

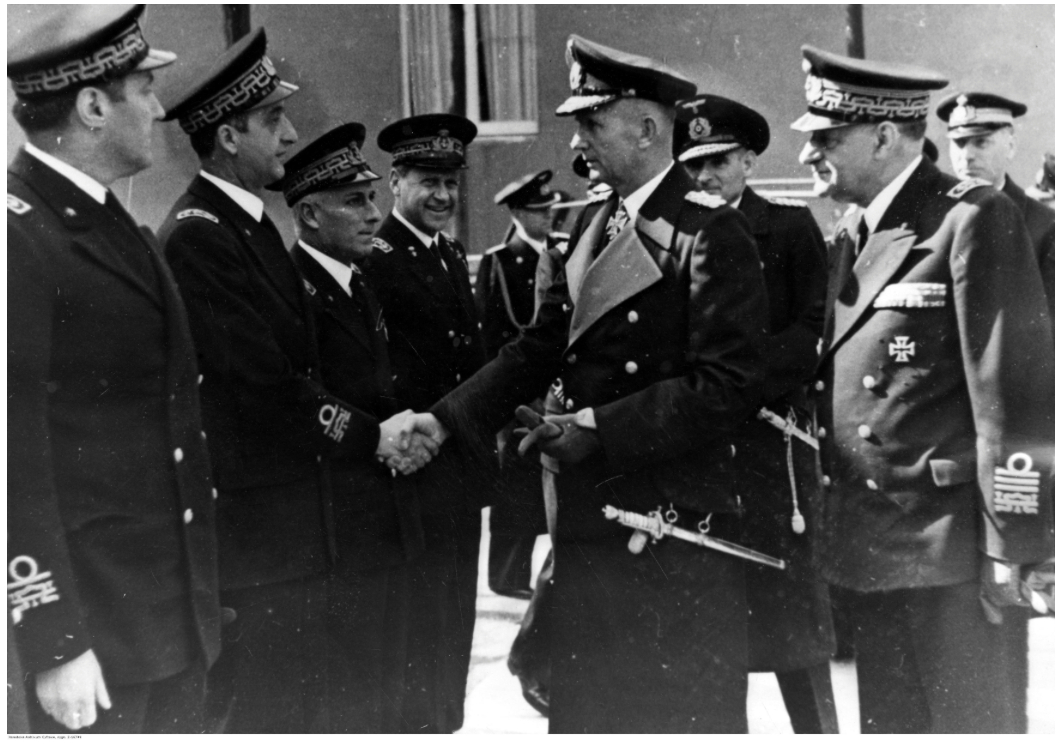
Admiraal Riccardi stelt zijn staf aan grootadmiraal Dönitz voor.

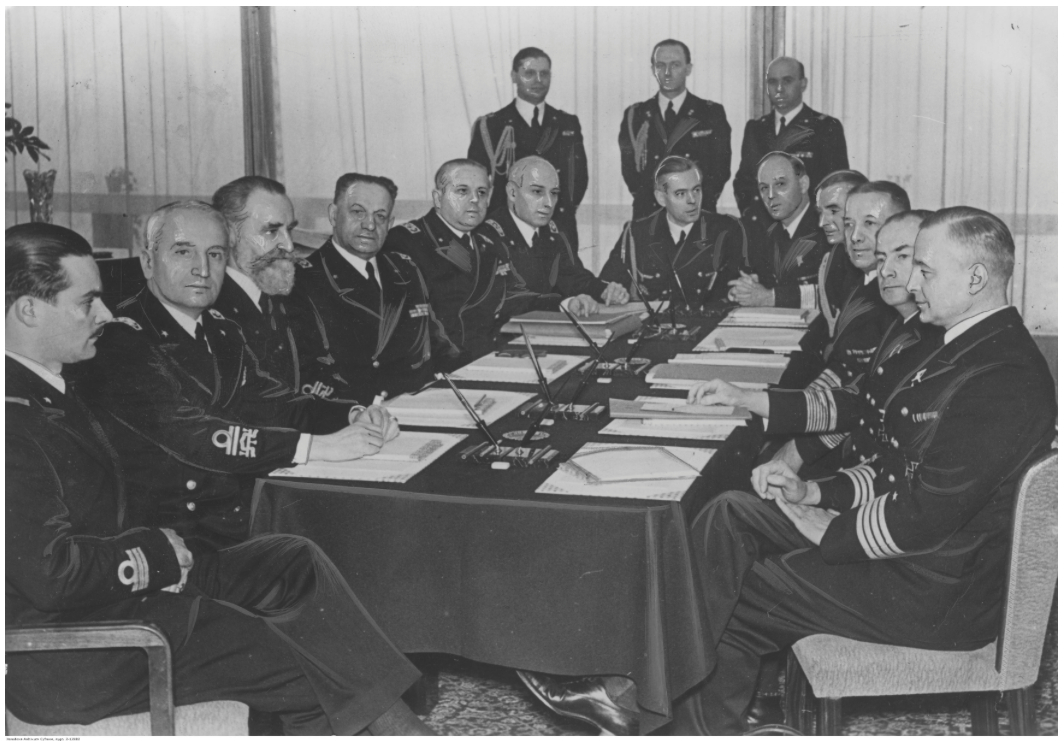
Conferentie van Meran.

Op 11 december 1940 volgde hij Domenico Cavagnari op als Capo di Stato Maggiore (stafchef) van de Regia Marina. Riccardi werd de facto commandant van de bestaande ministeries waaronder de marine strijdkrachten en luchtvaart. Hiernaast was hij ook Sottosegretario di Stato per la Marina (onderstaatssecretaris) van marine. 
Van 13 tot 14 februari 1941 was Riccardi hoofd van de delegatie met Raffaele de Courten, Emilio Brenta, en Carlo Giartosio tijdens de conferentie van Meran. Hier werd met de Kriegsmarine onder leiding van Großadmiral Erich Raeder over samenwerking in het Middellandse Zeegebied gesproken. Riccardi maakte zijn eerste grote gevecht in de Tweede Wereldoorlog mee tijdens de slag van Tarente, van 11 tot 12 november 1941. 
Riccardi werd gedwongen beide posities op te geven na de val van het regime van Benito Mussolini op 25 juli 1943. Onder de nieuwe regering van Pietro Badoglio volgde Raffaele Courten Riccardi op als minister van marine. Na 1945 werd deze positie samengevoegd in het nieuw gevormde Ministero della Difesa (MDD) (ministerie van Defensie).

### Familie
Riccardi was getrouwd. Het echtpaar had drie kinderen.

## Militaire carrière
- Academie van de Marine in Livorno: 31 oktober 1892[4][3]
- Luitenant ter zee 3e klasse (Guardiamarina): 1897[3]
- Luitenant ter zee 2e klasse (Sottotenente di Vascello):
- Luitenant ter zee 2e klasse oudste categorie (Tenente di Vascello):[3]
- Korvetkapitein (Capitano di Corvetta):
- Fregatkapitein (Capitano di Fregata): 1918[2]
- Kapitein-ter-zee (Capitano di Vascello):
- Commandeur (Contrammiraglio): maart 1931[2][3]
- Schout-bij-nacht (Ammiraglio di Divisione): 8 september 1932[4][5][3]
- Viceadmiraal (Ammiraglio di Squadra): 27 december 1935[4][5][3][1]
- Luitenant-admiraal (Ammiraglio di squadra designato d'Armata): november 1939
- Admiraal (Ammiraglio d'Armata): 28 oktober 1942[4]

## Onderscheidingen
Selectie:
- Orde van Sint-Mauritius en Sint-Lazarus
  - Grootofficier op 28 september 1936[4][6]
  - Commandeur op 15 juni 1933[4][6]
  - Officier op 1 juni 1930[4][6]
  - Ridder op 6 december 1914[4][6]
- Orde van de Italiaanse Kroon
  - Grootkruis op 1 februari 1940[4][6]
  - Grootofficier op 27 oktober 1934[4][6]
  - Commandeur op 12 november 1925[4][6]
  - Officier op 14 december 1919[4][6]
  - Ridder op 14 december 1911[4][6]
- Ridder in de Militaire Orde van Italië op 1 juni 1939[7]
- Bronzen medaille voor Dapperheid[5] op 8 september 1904[6]
- Koloniale Orde van de Ster van Italië
  - Commandeur op 29 oktober 1936[4]
  - Officier op 16 juli 1936[4][6]
- Duits Kruis in goud 18 januari 1943 als Ammiraglio d'Armata en Capo di Stato Maggiore della Marina (Stafchef Italiaanse Marine)[6]
- Chinamedaille[5][4]
- Overwinningsmedaille (Italië)[6][4]
- Oorlogskruis (Italië)[5][6][4]
- Medaille Mauritius voor 50 jaar Militaire Dienst (Medaglia mauriziana al merito militare di dieci lustri)[4]
- IJzeren Kruis 1939, 1e en 2e Klasse in oktober 1942[2]
- Orde van Verdienste van de Duitse Adelaar in oktober 1942[2]